# Drakensang Online
Drakensang Online est un jeu vidéo de rôle en ligne freemium développé et édité par Bigpoint pour Microsoft Windows et macOS. Le titre était en phase bêta ouverte d'août 2011 à juillet 2012. Une version commerciale a été publiée en novembre 2011.
Drakensang Online a reçu le prix du développeur allemand, du meilleur jeu de rôle allemand et le prix du « meilleur jeu par navigateur » aux German Video Game Awards.

## Système de jeu
Drakensang Online est très similaire à la franchise de jeux Diablo et à d'autres jeux dans sa manière de jouer et sa vue en perspective isométrique.
Au début du jeu, le joueur crée un personnage en choisissant de jouer dans l'une des quatre classes de personnages différentes (Chevalier du Dragon, Magicien du Cercle, Braconnier et Mécanicien à Vapeur), chacune ayant un ensemble d'attributs différent. Il est possible de créer un maximum de quatre personnages maximum par compte et serveur. Le joueur peut jouer en solo ou avec d'autres joueurs. Il existe également un système de guilde où les joueurs peuvent s'organiser en alliances. La communication s'effectue via un système de chat interne.

## Histoire

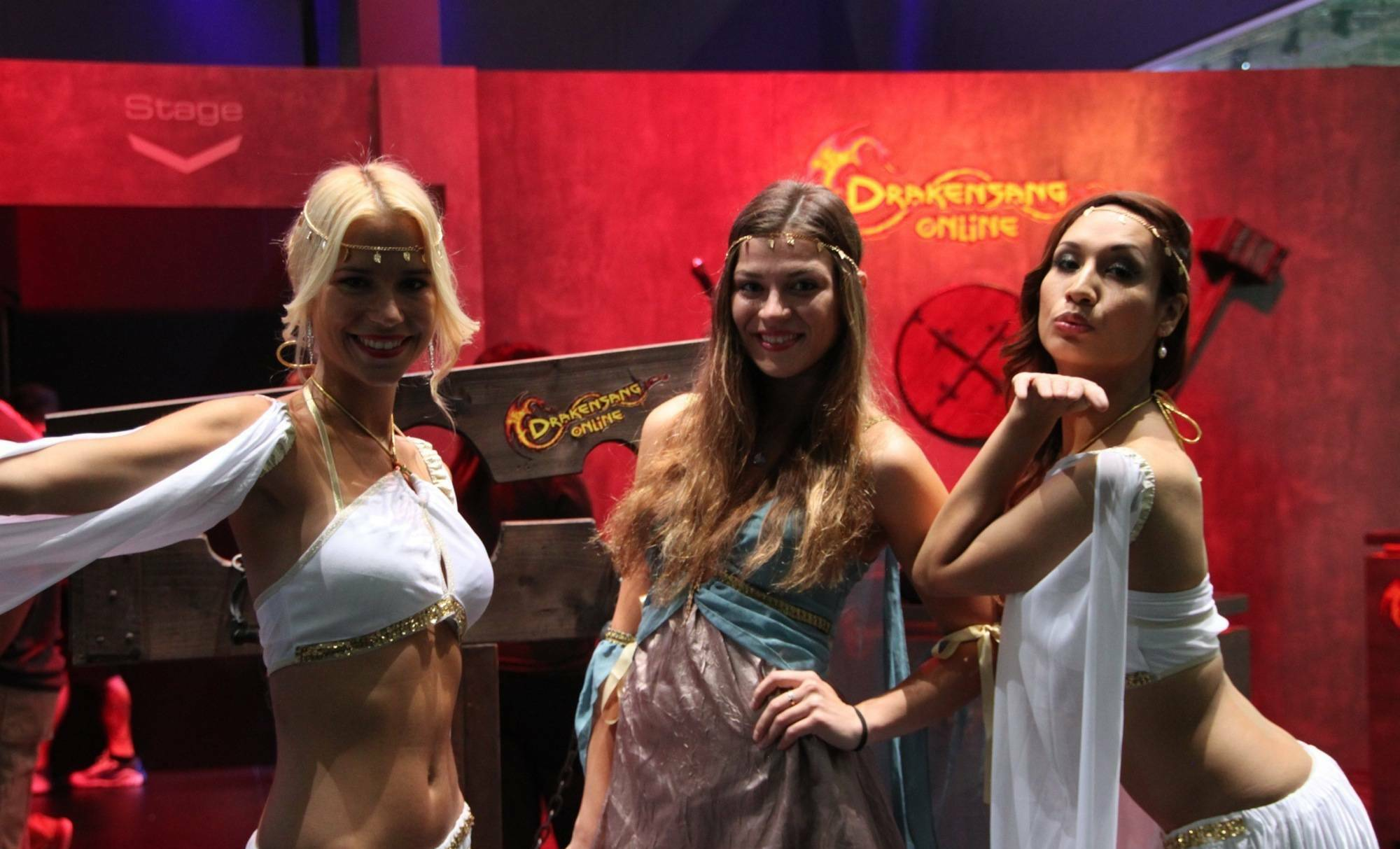
Promotion lors de la Gamescom 2014.

Les racines du projet ont poussé en 2008 lorsque le studio de développement allemand Radon Labs a publié le jeu Drakensang: The Dark Eye puis en 2010, son successeur Drakensang: The River of Time. Il s'agissait de jeux de rôle classiques solo qui se déroulaient tous les deux dans le monde fictif de The Dark Eye (Das Schwarze Auge, DSA). En mai 2010, Radon Labs a déposé son bilan. Il a ensuite été acquis par Bigpoint Games et a été entièrement intégré dans le studio existant de Bigpoint Berlin. En septembre 2010, le développement de Drakensang Online a été annoncé. Et comme Bigpoint n'a pas acquis de licence TDE (DSA) et n'avait que la propriété des droits de nom pour "Drakensang", ils ont développé un univers de jeu complètement différent avec un système de règles indépendant qui n'avait aucun rapport avec aucun de ses prédécesseurs.
Comme tous les autres jeux de Radon Labs, Drakensang Online est basé sur le moteur de jeu personnalisé Nebula, qui était destiné à être utilisé dans un navigateur. Le jeu est écrit en C++ et s'exécute dans un applet Java dans le navigateur. Étant donné que Java n'est plus pris en charge par certains navigateurs, un client téléchargeable a été mis à disposition en avril 2015. En août 2011, Drakensang Online a publié une version bêta ouverte pour les tests qui comprenait la boutique d'articles pour l'achat d'Andermant. Avec l'inclusion de la monnaie virtuelle, le jeu a pu démarrer ses opérations commerciales.

## Accueil

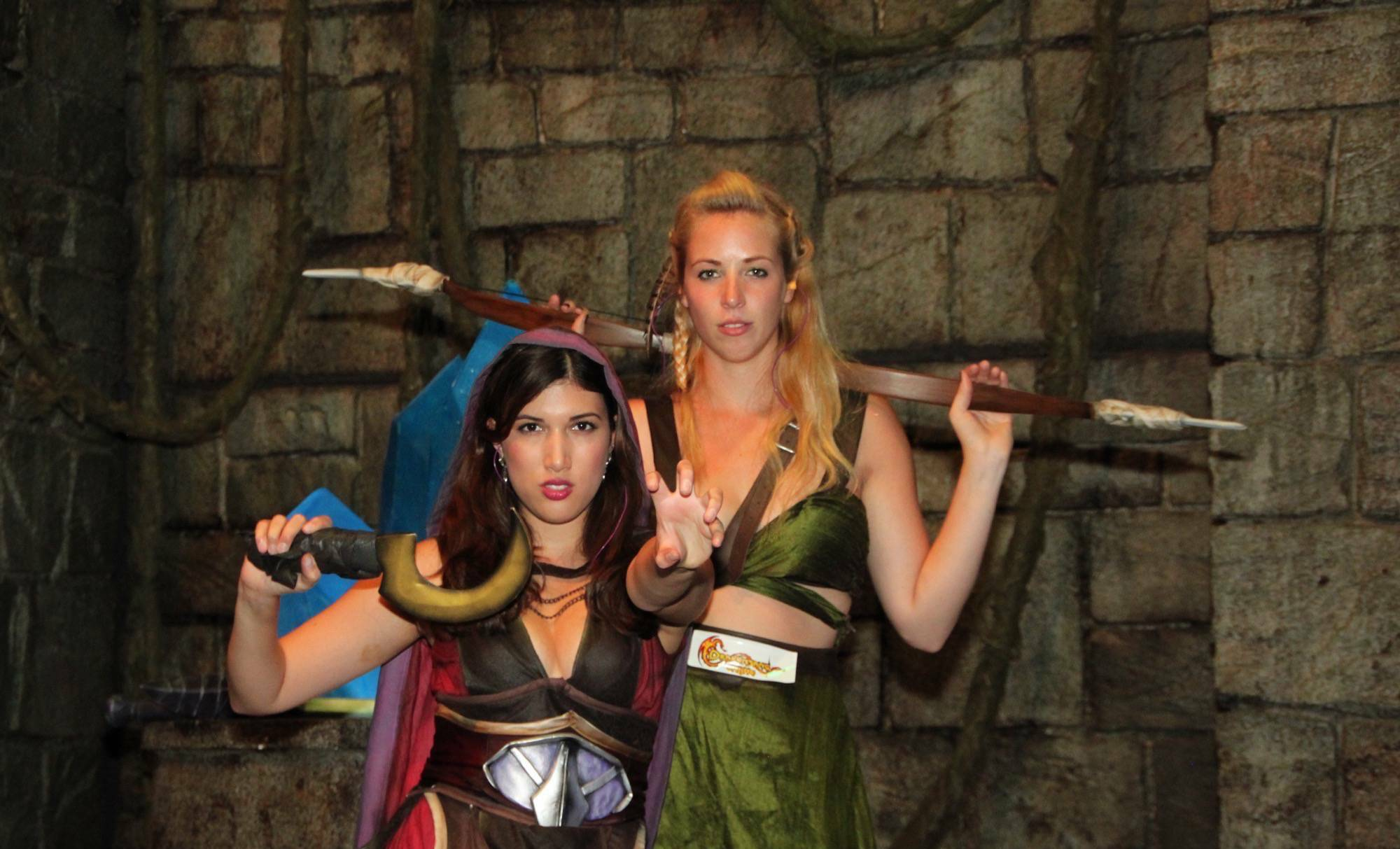
Promotion lors de la Gamescom 2015.

Il a reçu un accueil positif de la part du magazine allemand GameStar pour ses graphismes de haute qualité par rapport à d'autres jeux sur navigateur web. Dans l'ensemble, Drakensang Online a été décrit comme un « jeu de rôle à cadre d'action ». Un mois après sa sortie, plus de 850 000 comptes ont été créés. Il a souvent été cité comme l'un des meilleurs nouveaux MMO de navigateur lors de sa sortie.
En 2011, Drakensang Online a reçu le prix du développeur allemand du meilleur jeu de rôle allemand. En 2012, il a remporté le prix du "meilleur jeu par navigateur" aux German Video Game Awards (Deutscher Computerspielpreis (en)) et a été qualifié de « production de jeux allemande exceptionnelle ».